# Miralem Pjanić
Miralem Pjanić (Tuzla, RS Bòsnia i Hercegovina, 2 d'abril de 1990), és un futbolista bosnià amb la doble nacionalitat luxemburguesa. Juga de centrecampista i el seu equip actual és el CSKA Moscou. També és internacional amb la selecció de Bòsnia i Hercegovina.
Per la seva pegada i estil a l'hora de xutar les faltes ha estat comparat amb el futbolista brasiler Juninho Pernambucano.
El 2015, quedà en la posició 55a a la llista dels 100 millors futbolistes del món de The Guardian.
El 2019, fou el 50è en la mateixa llista.

## Biografia
Pjanić va néixer a Tuzla quan encara existia Iugoslàvia. La seva família va marxar a Luxemburg quan ell era petit a causa de la Guerra de Bòsnia.
Miralem va començar la seva carrera futbolística en les categories inferiors del Fc Metz. La temporada 2007-2008, quan el seu equip tornà a la Ligue 1, ell va debutar amb la primera plantilla. Va ser el 17 d'agost en un partit contra el Paris Saint-Germain.
Aquella mateixa temporada diversos clubs italians (Inter, Juventus FC i Ac Milan) es van interessar per ell, però Pjanić va decidir continuar a França i va renovar el seu contracte amb el Fc Metz firmant per tres anys.

### Olympique de Lió
El 6 de juny del 2008, Miralem Pjanić va firmar un contracte de 5 anys amb l'Olympique de Lió, club que va realitzar un desemborsament econòmic de 8 milions d'euros per aconseguir els seus serveis. El 10 de març de 2010 va marcar un gol al Reial Madrid que va significar el definitiu 1-1 i va propiciar la classificació pels quarts de final de la UEFA Champions League per l'Olympique de Lió. Aquella temporada, l'equip lionès va arribar a semifinals de la competició continental per primera vegada en la seva història, tot i que va ser eliminat pel FC Bayern de Múnic.

### AS Roma
El 31 d'agost de 2011 va fitxar per la AS Roma. Va arribar a la final de la Coppa Itàlia la temporada 2012-13 amb el club italià, però la perdrien davant el seu etern rival, la SS Lazio, per 1-0.
La temporada 2013-14 el seu equip va tenir un destacat rendiment, aconseguint el segon lloc en la Sèrie A. Pjanić va fer una bona temporada en la qual va jugar 35 partits i va marcar 6 gols, i va renovar el seu contracte amb el club. A l'any següent, els giallorossi van tornar a ser subcampions d'Itàlia.
El 2014 fou escollit tercer millor migcampista ofensiu d'Europa, segons un estudi de l'observatori del Centre Internacional d'Estudis de l'Esport.

### Juventus FC
El 13 de juny de 2016 va ser traspassat a la Juventus FC Diversos equips com el París Saint-Germain FC, el Chelsea FC i FC Barcelona el volien en les seves files, però va ser la Vecchia Signora qui finalment es va fer amb els seus serveis pagant la seva clàusula de rescissió taxada en uns 38 milions d'euros, amb un contracte de cinc temporades a raó de cinc milions d'euros per cadascuna d'elles. En la seva primera temporada com a jugador bianconero, va guanyar la Sèrie A i la Copa d'Itàlia i va ser subcampió de la Champions League.

### FC Barcelona
El 29 de juny de 2020 el FC Barcelona va fer oficial que havia arribat a un acord amb la Juventus FC per al seu traspàs a canvi de 60 milions d'euros més cinc en variables i que s'incorporaria a l'equip blaugrana una vegada finalitzessin les competicions oficials de la temporada. L'operació estava lligada al traspàs d'Arthur Melo a la Juventus.
La seva incorporació a l'equip la temporada 2020-21 es va endarrerir fins al setembre a causa que l'agost havia donat positiu en Covid-19.
Va debutar amb el Barça el 27 de setembre, entrant com a substitut en una victòria per 4–0 a casa contra el Villareal en partit de lliga.

### Cessió al Beşiktaş
El 2 de setembre de 2021, Pjanić fou cedit al Beşiktaş JK per una temporada.

## Internacional
Va jugar en les categories inferiors de la selecció de Fútbol de Luxemburg, tot i que finalment va emetre un comunicat de premsa en el qual comentava les seves intencions de jugar amb la selecció bosniana.
Ha estat internacional amb la Selecció Absoluta de Futbol de Bòsnia i Hercegovina en més de noranta ocasions. El seu debut amb la samarreta nacional es va produir el 20 d'agost de 2008 en un partit contra Bulgària.

## Palmarès
Juventus FC
- 4 Serie A: 2016-17, 2017-18, 2018-19, 2019-20.
- 2 Copes italianes: 2016-17, 2017-18.
- 1 Supercopa italiana: 2018.

FC Barcelona
- 1 Copa del Rei: 2020–21[27]

Beşiktaş JK
- 1 Supercopa turca: 2021